# FEELFLIP
FEELFLIP（ヒールフリップ）は、2004年に結成された日本のスカパンクバンドである。所属レーベルはインペリアルレコード、所属事務所はインペリアルアーティストである。

## メンバー
- TOMOYA（ボーカル、ギター） 
長野県松本市出身。
- IKKE（リーダー、七弦ベース）
  - Ibanezエンドーズメント契約アーティスト（使用機材：BTB7[注釈 1]、BTB7F[注釈 2]）
  - 和田アキ子、中ノ森文子、加藤和樹、ステファニーなどのレコーディングセッションに参加。
- PON（テナーサックス）
MOCKと共に和田アキ子、ステファニーなどのレコーディングセッションに参加。
- MOCK（バリトンサックス）
PONと共に和田アキ子、ステファニーなどのレコーディングセッションに参加。
- STEVE（ドラムス）
2017年2月に加入。

## 来歴
専門学校の音響コースで同級生だったTOMOYAとIKKEを中心に結成された。2004年の夏に湘南をドライブ中にスカパンクがしたくなったことがきっかけである。同10月26日に横浜B.B.STREETにて初ライブを開催した。当初バンド名はスケートボードのトリック"Heelflip"から来ていたのだが、ライブハウスに提出するエントリー用紙に間違えて"FEELFLIP"と記入して提出、以後そのままとなる（読みはヒールフリップのまま）。THE NINTH APOLLO主宰の渡辺旭に見入られインディーズデビューした。
2017年2月19日、Sing a Shadow TOUR final Shibuya TSUTAYA O-CREST公演にてドラムのTOSHIが脱退した。同日、STEVEが新たなるドラムとして加入することを発表した。
2019年1月4日、同年2月23日に横浜B.B.STREETで行われる自主企画"We are FEELFLIP"でのライブをもって無期限活動休止とすることを発表。

## 音楽性
スカ（Ska）とカオティック（Chaotic）を融合したスカオティック（Skhaotic）という独自のジャンルを提唱している。
重い歪みと軽快なスカカッティングを交互に繰り出すギター、重低音とスラップ・タップと多彩な7弦ベース、テナー・バリトンという低いところから響なるサックス隊、攻撃性溢れるドラム。その5つの要素がぶつかり合い、テクニカルなフレーズと時にキャッチーに時に咆哮をあげるボーカルが混じり合った時の混沌を武器に唯一無二の"SKHAOTIC"サウンドを提唱。

## 出演

### ライブ
- 2012年12月 - USELESS IDのジャパンツアーに参加（12月8日金沢vanvanV4、12月12日厚木Thunder Snake）。
- 2013年
  - 9月 - レス・ザン・ジェイクのジャパンツアーにサポートアクトで参加（9月12日 梅田クラブクアトロ、9月17日 仙台MACANA、9月18日 渋谷クラブクアトロ）。
  - 10月6日 - Do you like SKAPUNK? tour finalを代官山UNITにて開催。
- 2014年10月26日 - FEELFLIP The 10th Anniversary “Skhaotic Bottom Tour” FINALを恵比寿リキッドルームにて開催。
- 2015年
  - 8月8日 - 東京スカパラダイスオーケストラ主催トーキョースカジャンボリー vol.5に出演（山中湖交流プラザ・「きらら」メインステージ）。
  - 10月 - 11月 - チケットを予約した人全員にTシャツがプレゼントされるワンマンツアー「BARAMAKI」を開催（10月9日仙台enn 3rd、10月21日下北沢SHELTER、10月26日名古屋SAKAE R.A.D、10月30日大阪新神楽、11月1日岡山CRAZYMAMA 2nd Room）。
- 2016年
  - 2月14日 - FEELFLIP & SKALL HEADZ presents『KICK ASS HERO』開催。Imperial Records移籍とメジャー1stミニアルバム"I DON'T KNOW MY WAY"のリリースを発表（同日リードトラック"Laugh Away!!!"の先行配信を開始）。
  - 6月5日 - "I'M ON MY WAY TOUR 2016"の初日を恵比寿リキッドルームで開催。
  - 7月2日 - 10-FEET主催"京都大作戦2016 ～吸収年!栄養満点!音のお野祭!～ Take it! Fully nutritious! Sound vege festival!"に出演（牛若ノ舞台）。
  - 9月24日 - "I'M ON MY WAY TOUR 2016"ワンマンファイナルを渋谷クラブクアトロにて開催。

### メディア
- テレビ
  - TBSテレビ「ライブB♪」（"Life is Ground Trick (Japanese ver.)"演奏）
- ラジオ
  - J-WAVE "otoajito"（IKKE出演）
- 音楽誌
  - 激ロック 2014年5月号 (TOMOYA、IKKE、PON、MOCKインタビュー)[1]
  - BASS MAGAZINE 2016年5月号 "My Dear Bass ACT280" IKKE's IBANEZ BTB7
- ウェブ
  - rockin' on RO69（TOMOYA、IKKEインタビュー）[2]
  - Qetic（TOMOYA、IKKEインタビュー）[3]